# If You're Feeling Sinister
If You're Feeling Sinister är Belle and Sebastians andra musikalbum, släppt den 18 november 1996 på Jeepster Records. Boken i bakgrunden på omslaget är Processen av Franz Kafka. 
Alla låtar på albumet skrevs av Stuart Murdoch.

## Låtlista
1. "Stars of Track and Field" – 4:48
2. "Seeing Other People" – 3:48
3. "Me and the Major" – 3:51
4. "Like Dylan in the Movies" – 4:14
5. "Fox in the Snow" – 4:11
6. "Get Me Away From Here I'm Dying" – 3:25
7. "If You're Feeling Sinister" – 5:21
8. "Mayfly" – 3:42
9. "The Boy Done Wrong Again" – 4:17
10. "Judy and the Dream of Horses" – 3:40

## Personer
- Stuart Murdoch, sång och gitarr
- Stuart David, bas
- Isobel Campbell, cello
- Chris Geddes, keyboard och piano
- Richard Colburn, trummor
- Stevie Jackson, gitarr
- Sarah Martin, fiol
- Mick Cooke, trumpet